# Paynesville (Minnesota)
Paynesville ist ein Ort im Stearns County, Minnesota, Vereinigte Staaten, in der Mitte des Bundesstaates. Das U.S. Census Bureau hat bei der Volkszählung 2020 eine Einwohnerzahl von 2.388 ermittelt.
In dem Ort schneiden sich drei Fernstraßen, Minnesota State Route 23, Minnesota State Route 55 und Minnesota State Route 4.
Paynesville liegt am North Fork des Crow River und am Lake Koronis. Nach Angaben des United States Census Bureau hat der Ort eine Fläche von 3,4 km², alles Landflächen.

## Demografische Daten
Beim United States Census 2000 wurden in Paynesville 2267 Einwohner in 934 Haushalten und 594 Familien gezählt. Die Bevölkerungsdichte betrug 663,1 Einwohner/km². Die Zahl der Wohneinheiten war 984, das entspricht einer Dichte von 287,8 Wohnungen/km².
Die Einwohner bestanden im Jahre 2000 zu 98,81 % aus Weißen, 0,04 % African American, 0,09 % Native American, 0,31 % Asiaten, 0,22 % stammten von anderen Rassen und 0,53 % von zwei oder mehr Rassen ab. 1,28 % der Bevölkerung gaben beim Census an, Hispanos oder Latinos zu sein.
In 28,2 % der Haushalte lebten Kinder unter 18 Jahren und in 54,1 % der Haushalte lebten verheiratete Paare zusammen, 6,7 % der Haushalte hatten einen weiblichen Haushaltsvorstand ohne anwesenden Ehemann und 36,4 % der Haushalte bildeten keine Familien. 32,9 % aller Haushalte bestanden aus Einzelpersonen und in 20,0 % war jemand im Alter von 65 Jahren oder älter alleinlebend. Die durchschnittliche Haushaltsgröße war 2,32 Personen und die durchschnittliche Familie bestand aus 2,95 Personen.
Von der Einwohnerschaft waren 23,0 % weniger als 18 Jahre alt, 8,8 % entfielen auf die Altersgruppe von 18 bis 24 Jahre, 24,2 % waren zwischen 25 und 44 Jahre alt und 18,9 % zwischen 45 und 64 Jahre. 25,1 % waren 65 Jahre alt oder älter. Das Durchschnittsalter war 40 Jahre. Auf jeweils 100 Frauen entfielen 88,3 Männer; bei den über 18-Jährigen entfielen auf 100 Frauen jeweils 82,0 Männer.
Das Durchschnittseinkommen pro Haushalt betrug 34.000 US-$ und das mittlere Familieneinkommen war 42.500 US-$. Die Männer verfügten durchschnittlich über ein Einkommen von 30.978 US-$, gegenüber 20.219 US-$ für Frauen. Das Pro-Kopf-Einkommen belief sich auf 17.246 US-$. Etwa 4,5 % der Familien und 8,1 % der Bevölkerung lebten unterhalb der Armutsgrenze; dies betraf 4,6 % derer unter 18 Jahren und 15,2 % der Altersgruppe 65 Jahre oder älter.
Der Ort ist eine landwirtschaftlich und durch leichte Industriebetriebe geprägte Gemeinde und entwickelt sich aufgrund des nahegelegenen Lake Koronis mit guten Angelmöglichkeiten zu einem touristischen Ziel. Der Bürgermeister heißt Jeff Thompson.